# Ратиани, Отар Александрович
Отар Александрович Ратиани (Белоусов) (1920—1992) — советский жонглёр, иллюзионист, заслуженный артист РСФСР.

## Биография
Родился 23 июня 1920 года.
Окончил ГУЦИ в 1940 году. Его выпускной номер «Жонглеры на бильярде» (партнёры — Г. Ермолович, В. Вобликов, позднее — 3. Белоусова, Ю. Логинов) — был оформлен как виртуозная трюковая игра в бильярд. Ударом кия шары направлялись в несколько луз сразу или в партнёров; артисты ловили каскады шаров, отлетавших от борта в лузы, укреплённые на поясе, на лбу, на плечах.
В 1960—1962 годах Ратиани — художественный руководитель Грузинского циркового коллектива. В 1967 году создал иллюзионный аттракцион «Человек-невидимка» (режиссёр и художник А. Фальковский). При полном освещении артист исчезал с арены, в ходе номера только по его голосу можно было установить, где он находится.
Умер 9 марта 1992 года. Похоронен в Москве на Донском кладбище (4 участок).

### Семья
- В цирке работает его дочь Людмила[2][3] (род. 7.9.1948) — Заслуженная артистка Грузинской ССР (1980), заслуженная артистка Российской Федерации (1995), воздушная гимнастка (1968—1986). С 1986 года — руководитель аттракциона «Человек-невидимка», который приняла от отца.[4]
  - Внучка — Карина Владимировна Белоусова (род. 23.3.1981) — участница этого же аттракциона с 1992 года.

## Звания
- Заслуженный артист РСФСР (1976).